# …Taur-Nu-Fuin…
…Taur-Nu-Fuin… ist das Debütalbum der polnischen NSBM-Band Infernum. Es ist eine bedeutende Veröffentlichung der polnischen Black-Metal-Szene und gilt als erste NSBM-Veröffentlichung in Albenlänge. 

## Entstehung
Nach dem zweiten Demo Damned Majesty wurde Tom Balrog durch Capricornus an den Drums ersetzt. Rob Darken von Graveland übernahm erneut die Keyboards. Gitarren und Gesang wurden von Karcharoth eingespielt.
Anfang September 1994 wurde das Album in Rob Darkens Isengard-Studio aufgenommen und abgemischt. Ende 1994 veröffentlichte Infernum das Album bei Astral Wings Records zuerst als Tape, 1995 folgte eine CD-Veröffentlichung. Aufgrund rechtsextremistischer Inhalte auf diesem Album und dem Cover wurde die polnische Polizei auf Infernum aufmerksam und begann mit Untersuchungen, woraufhin die Band zerbrach und von Karcharoth und Tom Balrog einerseits und Darken und Capricornus andererseits parallel weitergeführt wurde.

## Artwork
Das Cover zeigt Karcharoth in Corpsepaint und Umhang, welcher im Wald steht bei Nacht. Zudem ist auf der Rückseite ein durchgestrichenes Porträt von Anton Szandor LaVey als Logo zu sehen, ähnlich wie es schon von der norwegischen Band Burzum auf ihrer EP Aske verwendet wurde.

## Stil
Infernum spielten auf …Taur-Nu-Fuin… klassischen Black Metal mit den für den polnischen Klang typischen Keyboards und der rohen Produktion. Vereinzelt, z. B. im Lied Gammadion, wurden Windgeräusche und Rabengekrächze eingesetzt. Das Riffing ist simple, stellenweise melodisch und lehnt sich stark an dem norwegischer Bands an. Verglichen mit Graveland wurde die Band nicht nur wegen der zur selben Zeit identischen Besetzung, sondern auch wegen der Musik und der Ideologie.
Das Album beginnt mit einem Intro und dem Track In the Black Clouds of War, welches mit einem von einer Keyboardmelodie unterlegtem Blastbeatriff beginnt und dann mit atmosphärischem Midtemporiffing fortgeführt wird.
Das Lied Gammadion ist in einem Midtempo-3/4-Takt gehalten und wird durch mehrere Breaks unterbrochen, die durch Rabengekrächze hinterlegt sind, unterbrochen. Meine Ehre heisst Treue ist ein Instrumentalstück, welches aus einem von der E-Gitarre gespieltem Riff besteht. Cathari Sects ist schnell und aggressiv, das Hauptriff wird durch Glockenklänge und Windrauschen begleitet.

## Texte
Die Band veröffentlichte die Texte nicht, im Song Gammadion sind aber die Parolen „Sieg oder Tod“ und „Sieg Heil“ deutlich zu vernehmen. Der Titel des Instrumentals Meine Ehre heisst Treue zitiert einen Ausspruch der SS.

## Rezeption
Das Album gilt in der NSBM-Szene als Klassiker, wird aufgrund der Musik aber auch außerhalb der NSBM-Szene geschätzt. Akhenaten von Judas Iscariot bezeichnete Infernum auf seiner Internetseite zur polnischen Black-Metal-Szene als ein anderes Gesicht der Band Graveland zu ihrer Thousand-Swords-Ära. Nach Infernums Lied Weltmacht oder Nidergang [sic!] benannte sich die Band Weltmacht, zu deren Besetzung Akhenaten gehört.

## Titelliste
1. Intro – 0:57
2. In the Black Clouds of War – 6:23
3. The Ancient Order – 5:17
4. Gammadion – 7:45
5. Weltmacht oder Nidergang [sic!] – 5:04
6. Meine Ehre heisst Treue (Instrumental) – 2:09
7. Cathari Sects – 6:22
8. Outro (Instrumental) – 4:07

Auf den älteren Versionen ist der Track Weltmacht oder Niedergang mit einem Tippfehler (Nidergang) geschrieben.

## Wiederveröffentlichungen
…Taur-Nu-Fuin… wurde 2004 von Sombre Records auf LP und von Supernal Music auf CD, 2012 von No Colours Records auf LP wiederveröffentlicht. Daneben existieren mehrere inoffizielle Pressungen.